# جين بارتكوفيتش
جين بارتكوفيتش (بالإنجليزية: Jane Bartkowicz)‏ مواليد 16 أبريل 1949 في هامتراميك، ميشيغان، الولايات المتحدة، هي لاعبة كرة مضرب أمريكية. هي إحدى بطلات الجراند سلام. شاركت في دورة الألعاب الأولمبية الصيفية.

## روابط خارجية
- جين بارتكوفيتش على موقع رابطة محترفات التنس (الإنجليزية)
- جين بارتكوفيتش على موقع الاتحاد الدولي لكرة المضرب (الإنجليزية)
- جين بارتكوفيتش على موقع كأس بيلي جين كينغ (الإنجليزية)
- جين بارتكوفيتش على موقع خلاصة التنس.كوم (الإنجليزية)
- جين بارتكوفيتش على موقع أوليمبيديا (الإنجليزية)